# Асадова, Наргиз Закировна
Нарги́з Закировна Аса́дова (род. 28 ноября 1980, Триполи, Ливия) — российская журналистка, член управляющей команды «Европейской гимназии».
В прошлом — главный редактор PublicPost (в 2011—2013), политический обозреватель журнала «Коммерсантъ. Власть», заместитель главного редактора и ведущая передач радиостанции «Эхо Москвы», директор «Школы профессий будущего КрашПро».

## Биография
Родилась 28 ноября 1980 года в столице Ливии Триполи.
Окончила Институт стран Азии и Африки при МГУ. В 2004 году была принята на работу в международный отдел газеты «Коммерсантъ», где освещала работу Европейского суда по правам человека в Страсбурге и сессии ПАСЕ, ближневосточный конфликт, иранскую ядерную программу и другие международные темы. В 2006 году стала обозревателем журнала «Коммерсантъ-Власть».
С августа 2007 по июнь 2009 года работала заместителем руководителя бюро «РИА Новости» в Вашингтоне (США). Освещала президентскую гонку на выборах 2008 года и первые месяцы работы администрации 44-го президента США Барака Обамы. По возвращении в Россию с июля по октябрь 2009 года вновь сотрудничала с газетой «Коммерсантъ».
С 2005 по 2017 год работала на радиостанции «Эхо Москвы». Вела передачи: «48 минут», «Дневной разворот», «Братья» (цикл о масонстве), «Наука в фокусе» (совместно с одноимённым журналом). Вместе с Алексеем Венедиктовым сделала серию интервью с лидерами бывших советских республик. В их числе интервью с президентами Азербайджана Ильхамом Алиевым, Грузии Михаилом Саакашвили, Литвы Валдасом Адамкусом, Латвии Вайрой Вике-Фрейбергой, Эстонии Тоомасом Хендриком Ильвесом и другими международными лидерами. В октябре 2009 года перешла на должность заместителя главного редактора радио, шеф-редактора интернет-проектов.
В ноябре 2011 года был запущен проект PublicPost, где она являлась главным редактором до увольнения в 2013 году. Его открытие ознаменовалось скандалом с массовым плагиатом.
С 2015 по 2020 год являлась автором идеи и директором «Школы профессий будущего КрашПро». Выпускница магистратуры «Управление образованием» Института образования НИУ ВШЭ, приглашённый преподаватель магистерской программы «Предпринимательство и образование».
С 2020 года — член управляющей команды и заместитель генерального директора «Европейской гимназии».

## Семья
- В 2002 году вышла замуж. В 2003 году родила дочь.
- В настоящий момент замужем вторично. Муж — экс-главный редактор журнала «РБК» Антон Попов.
- В 2012 году родилась вторая дочь — Маргарита.

## Мнения
По мнению Евгения Киселёва, Асадова — «одна из самых талантливых и содержательных журналистов молодого поколения».

## Высказывания
В передаче «48 минут» от 19 октября 2006 года на радиостанции «Эхо Москвы» Наргиз Асадова отметила, что является азербайджанкой. На это же обратил внимание и Алексей Венедиктов.
В передаче «Особое мнение» от 27 января 2011 года на радиостанции «Эхо Москвы», на вопрос Максима Шевченко, является ли она азербайджанкой, ответила «нет», а на вопрос о её национальной принадлежности заявила, что она — «человек мира».